# Дъмпинг (ценова политика)
Вижте пояснителната страница за други значения на Дъмпинг.
Дъмпинг в икономиката е вид подбиване на цените, особено в контекста на международната търговия. Възниква, когато една страна изнася стоки на цени по-ниски от националните или на цени под разходите за производство . Според Споразумение на Световната търговска организация (СТО) дъмпингът се осъжда като ценова практика .
Съществуват различни мотиви за съществуването на дъмпинг, като унищожаване на конкуренцията, завладяване на националния пазар и последващо повишаване на цените . Дъмпингът може да е и резултат от реализирането на дългосрочна стратегия, свързана с очаквани икономии при увеличен мащаб на производството, за което са необходими нови пазари. В първия случай говорим за временен, разрушителен дъмпинг. При него използването на мита за повишаване на цените на евтините стоки до равнището на националните е наложителен начин за борба с нелоялната конкуренция. Вторият случай е известен като постоянен дъмпинг и реакцията на внасящата страна може да бъде различна. Единият вариант е да не се предприема нищо и потребителите да бъдат оставени да се радват на по-евтините вносни стоки. Другият вариант, за чиято полза съществуват сериозни теоретични аргументи, е, че едно дозирано антидъмпингово мито може да увеличи националния доход на страната-вносител.